# 2016年リオデジャネイロオリンピックのバレーボール競技・女子出場国決定プロセス
2016年リオデジャネイロオリンピックのバレーボール競技・女子出場国決定プロセス（2016ねんリオデジャネイロオリンピックのバレーボールきょうぎ・じょししゅつじょうこくけっていプロセス）では、同競技の出場国・地域の決定プロセスについて記述する。
出場チームは12か国・地域で、開催国、2015年ワールドカップの優勝・準優勝チーム、5大陸の大陸予選優勝チーム及び世界最終予選から4チームが選出される。

## 出場決定国・地域一覧
2016年1月15日現在の出場決定国は次の通り。
| 選考大会             | 日付                   | 予選開催地     | 枠 | 出場チーム     |
| -------------------- | ---------------------- | -------------- | -- | -------------- |
| オリンピック開催国   | 2009年10月2日          | コペンハーゲン | 1  | ブラジル       |
| 2015年ワールドカップ | 2015年8月22日 - 9月6日 | 日本           | 2  | 中華人民共和国 |
| 2015年ワールドカップ | 2015年8月22日 - 9月6日 | 日本           | 2  | セルビア       |
| ヨーロッパ予選       | 2016年1月4日 -9日      | アンカラ       | 1  | ロシア         |
| 南アメリカ予選       | 2016年1月6日 - 10日    | バリローチェ   | 1  | アルゼンチン   |
| 北アメリカ予選       | 2016年1月7日 - 9日     | リンカーン     | 1  | アメリカ合衆国 |
| アフリカ予選         | 2016年2月12日 - 16日   | ヤウンデ       | 1  | カメルーン     |
| アジア予選           | 2016年5月14日 - 22日   | 東京           | 1  | 日本           |
| 世界最終予選(1)      | 2016年5月14日 - 22日   | 東京           | 3  | イタリア       |
| 世界最終予選(1)      | 2016年5月14日 - 22日   | 東京           | 3  | オランダ       |
| 世界最終予選(1)      | 2016年5月14日 - 22日   | 東京           | 3  | 韓国           |
| 世界最終予選(2) (it) | 2016年5月20日 - 22日   | サンファン     | 1  | プエルトリコ   |
| 合 計                | 合 計                  | 合 計          | 12 |                |

## 本記事における凡例
|  | オリンピック出場が決定                  |
|  | 世界最終予選(1)兼アジア予選に出場が決定 |
|  | 世界最終予選(2)に出場が決定             |

## 順位決定方式
リーグ戦方式をとる大会では、北米予選を除き、次の比較により順位を決定する。
1. 勝利数
2. 勝ち点（「3-2-1」方式による）
3. セット率
4. 得点率
5. ここまで同率であった場合は、直接対決の勝敗

北米予選では、次の順位決定方法が採られた。
1. 勝利数
2. 勝ち点
3-0で勝利:勝ち点5、3-1で勝利:勝ち点4、3-2で勝利:勝ち点3、2-3で敗戦:勝ち点2、1-3で敗戦:勝ち点1、0-3で敗戦:勝ち点0。
3. セット率
4. 得点率
5. ここまで同率であった場合は、直接対決の勝敗

## 開催国
国際バレーボール連盟はオリンピック開催国として、出場枠を設けている。
- ブラジル

## 2015年ワールドカップ
2015年ワールドカップ優勝チーム及び準優勝チームがオリンピックに出場する。
- 開催地:日本各地
- 大会開催日:2015年8月22日 - 9月6日

| 順位 | チーム         |
| ---- | -------------- |
| 1    | 中華人民共和国 |
| 2    | セルビア       |
| 3    | アメリカ合衆国 |
| 4    | ロシア         |
| 5    | 日本           |
| 6    | 韓国           |
| 7    | ドミニカ共和国 |
| 8    | アルゼンチン   |
| 9    | キューバ       |
| 10   | ケニア         |
| 11   | ペルー         |
| 12   | アルジェリア   |

## 大陸予選

### アフリカ
アフリカ予選優勝チームはオリンピック出場が決定。2位及び3位チームは世界最終予選(2)の出場権を得る。
- 開催地: ヤウンデ
- 大会開催日:2016年2月12日 - 2月16日

| 順位 | チーム       |
| ---- | ------------ |
| 1    | カメルーン   |
| 2    | エジプト     |
| 3    | ケニア       |
| 4    | アルジェリア |
| 5    | ボツワナ     |
| 6    | チュニジア   |
| 7    | ウガンダ     |

### アジア
アジア予選は世界最終予選(1)に組み込まれて実施される。開催国（日本）と2016年1月現在世界ランキング上位3か国が出場し、世界最終予選(1)でアジア最高順位となったチームがアジア代表となる。

### ヨーロッパ
ヨーロッパ予選優勝チームはオリンピック出場が決定。2位及び3位チームは世界最終予選(1)の出場権を得る。
- 開催地: アンカラ
- 大会開催日:2016年1月4日 - 1月9日

| 順位 | チーム     |
| ---- | ---------- |
| 1    | ロシア     |
| 2    | オランダ   |
| 3    | イタリア   |
| 4    | トルコ     |
| 5    | ドイツ     |
| 6    | ベルギー   |
| 7    | ポーランド |
| 8    | クロアチア |

### 北アメリカ
北アメリカ予選優勝チームはオリンピック出場が決定。2位チームは世界最終予選(1)の出場権を得、3位チームは世界最終予選(2)の出場権を得る。
- 開催地: リンカーン
- 大会開催日:2016年1月7日 - 1月9日

| 順位 | チーム         |
| ---- | -------------- |
| 1    | アメリカ合衆国 |
| 2    | ドミニカ共和国 |
| 3    | プエルトリコ   |
| 4    | カナダ         |

### 南アメリカ
南アメリカ予選優勝チームはオリンピック出場が決定。2位チームは世界最終予選(1)の出場権を得、3位チームは世界最終予選(2)の出場権を得る。
- 開催地: バリローチェ
- 大会開催日:2016年1月6日 - 1月10日

| 順位 | チーム       |
| ---- | ------------ |
| 1    | アルゼンチン |
| 2    | ペルー       |
| 3    | コロンビア   |
| 4    | ベネズエラ   |
| 5    | チリ         |

## 世界最終予選 (1)
世界最終予選(1)はアジア予選を兼ねて実施される。アジア予選参加チームは開催国（日本）と世界ランキング上位3チームの計4チームが参加し、他に世界各地から4チームの計8チームが出場する。アジア参加チームの最上位がアジア代表となり、これを除く上位3チームがオリンピック出場権を得る。
- 開催地: 東京
- 大会開催日:2016年5月14日 - 5月22日

| 出場理由                     | チーム         |
| ---------------------------- | -------------- |
| 開催国                       | 日本           |
| アジアの世界ランキング上位国 | 韓国           |
| アジアの世界ランキング上位国 | タイ           |
| アジアの世界ランキング上位国 | カザフスタン   |
| ヨーロッパ予選（2位・3位）   | オランダ       |
| ヨーロッパ予選（2位・3位）   | イタリア       |
| 北アメリカ予選（2位）        | ドミニカ共和国 |
| 南アメリカ予選（2位）        | ペルー         |

結果
| 順位 | チーム         | 備考       |
| ---- | -------------- | ---------- |
| 1    | イタリア       |            |
| 2    | オランダ       |            |
| 3    | 日本           | アジア代表 |
| 4    | 韓国           |            |
| 5    | タイ           |            |
| 6    | ドミニカ共和国 |            |
| 7    | ペルー         |            |
| 8    | カザフスタン   |            |

## 世界最終予選 (2)
本オリンピック予選から新設された出場枠で、アフリカ予選2位・3位チーム、北アメリカ予選3位チーム及び南アメリカ予選3位チームが出場し、最上位となったチームがオリンピック出場最後の1枠となる。出場予定であったエジプトが出場辞退を表明したため、アフリカ予選4位であったアルジェリアが代替出場した。
- 開催地: サンフアン ロベルト・クレメンテ・コロシアム
- 大会開催日:2016年5月20日 - 5月22日

| 出場理由                 | チーム                 |
| ------------------------ | ---------------------- |
| アフリカ予選（2位・3位） | エジプト→ アルジェリア |
| アフリカ予選（2位・3位） | ケニア                 |
| 北アメリカ予選（3位）    | プエルトリコ           |
| 南アメリカ予選（3位）    | コロンビア             |

※エジプトが出場辞退したため、アフリカ予選4位のアルジェリアが代替出場。
結果
| 順位 | チーム       |
| ---- | ------------ |
| 1    | プエルトリコ |
| 2    | ケニア       |
| 3    | コロンビア   |
| 4    | アルジェリア |